# Pajęczno (gromada)
Pajęczno – dawna gromada, czyli najmniejsza jednostka podziału terytorialnego Polskiej Rzeczypospolitej Ludowej w latach 1954–1972.
Gromady, z gromadzkimi radami narodowymi (GRN) jako organami władzy najniższego stopnia na wsi, funkcjonowały od reformy reorganizującej administrację wiejską przeprowadzonej jesienią 1954 do momentu ich zniesienia z dniem 1 stycznia 1973, tym samym wypierając organizację gminną w latach 1954–1972.
Gromadę Pajęczno siedzibą GRN w Pajęcznie (wówczas wsi) utworzono – jako jedną z 8759 gromad na obszarze Polski – w powiecie radomszczańskim w woj. łódzkim, na mocy uchwały nr 36/54 WRN w Łodzi z dnia 4 października 1954. W skład jednostki weszły obszary dotychczasowych gromad Pajęczno i Dylów ze zniesionej gminy Pajęczno w powiecie radomszczańskim oraz obszary dotychczasowych gromad Dylów A, Podgórze i Dylów Szlachecki (bez wsi Tuszyn) ze zniesionej gminy Siemkowice w powiecie wieluńskim. Dla gromady ustalono 27 członków gromadzkiej rady narodowej.
1 stycznia 1956 gromada weszła w skład nowo utworzonego powiatu pajęczańskiego w tymże województwie.
29 lutego 1956 do gromady Pajęczno przyłączono przysiółek Łężce z gromady Makowiska oraz przysiółek wsi Kurzna z gromady Biała w tymże powiecie.
1 stycznia 1958 z gromady Pajęczno wyłączono miejscowości Pajęczno, Pajęczno Poduchowne i Pajęczno-Kolonia, tworząc z nich miasto Pajęczno (w latach 1956–57 w powiecie pajęczańskim nie było miast, a siedzibą powiatu była wieś). Pajęczno pozostało jednak siedzibą GRN gromady Pajęczno, mimo że od 1958 roku nie wchodziło już w jej skład.
Gromadę zniesiono 31 grudnia 1961, a jej obszar włączono do gromad: Trębaczew (wieś Dylów, parcelę i wieś Dylów Szlachecki, kolonię Podgórze i parcelę Zygmuntów), Biała (kolonię Dylów i przysiółek Kurzna) i Dworszowice Pakoszowe (przysiółek Łężce).
Pajęczno stało się ponownie siedzibą jednostki wiejskiej 1 stycznia 1973, kiedy to – tym razem w powiecie pajęczańskim – reaktywowano zniesioną w 1954 roku gminę Pajęczno.